# 笹倉一広
笹倉 一広 (ささくら かずひろ) は、日本の文学者、教育者。一橋大学経済学研究科准教授。

## 略歴[2]
- 1982年 - 東京大学文学部卒業
- 1985年 - 東京大学大学院人文科学研究科修了
- 1987年 - 東京大学文学部 助手
- 1992年 - 静岡大学教養学部講師を経て、同学部助教授
- 1995年 - 静岡大学情報学部教授
- 1996年 - 一橋大学経済学部 助教授
- 1999年 - 一橋大学経済学研究科 助教授
- 2005年 -  明治大学経営学部非常勤講師
- 2007年 - 一橋大学経済学研究科 准教授

## 所属学会[3]
- 日本中国学会
- 東方学会
- 中国社会文化学会
- 中国古典小説研究会

## 社会的活動[4]
- 「」『HQ』春号，Vol. 26
- 「「恩田木工」を読む」『HQ』夏号，vol.19
- 月刊　しにか1997年3月号　特集◎中国古典小説入門　Ⅰ-志怪小説の世界(大修館書店、1997/3/1)[5]